# KF Tirana
Klubi i Futbollit Tirana je albánský fotbalový klub. Sídlí v hlavním městě Albánie, Tiraně, hraje na stadionu Qemal Stafa.

## Historie klubu
Klub byl založen v roce 1920, pod názvem „Agimi Sports Association“. V roce 1927 byl přejmenován na „Sportklub Tiranë“, od roku 1947 „17 Nëntori Tiranë“ (17. listopad, na počest data 17. listopadu 1944, kdy byla osvobozena Tirana). V letech 1952–1956 nesl jméno „Puna Tiranë“ (Práce). Od roku 1991 se vrátil k tradičnímu názvu klubu.
Tým se poprvé zúčastnil evropských pohárů v sezoně 1965–66, konkrétně v Lize mistrů, tehdy nazývané Pohár mistrů evropských zemí. Největším mezinárodním úspěchem byl postup přes FC Dinamo București v prvním kole PVP 1986/87. Klub hrál také finále Balkánského poháru v roce 1983.

### Osobnosti
Mezi známější hráče klubu patřil třeba Bekim Balaj.

## Mistrovské tituly
KF Tirana je nejlepším fotbalovým klubem Albánie. 26x vyhrála nejvyšší soutěž a 15x vyhrála albánský pohár.
- Albánská první fotbalová liga 26x (1930, 1931, 1932, 1934, 1936, 1937, 1964–65, 1965–66, 1967–68, 1969–70, 1981–82, 1984–85, 1987–88, 1988–89, 1994–95, 1995–96, 1996–97, 1998–99, 1999–00, 2002–03, 2003–04, 2004–05, 2006–07, 2008–09, 2019–20, 2021–22)

- Albánský pohár 15x (1938, 1963, 1976, 1977, 1983, 1984, 1986, 1994, 1996, 1999, 2001, 2002, 2006, 2011, 2012)

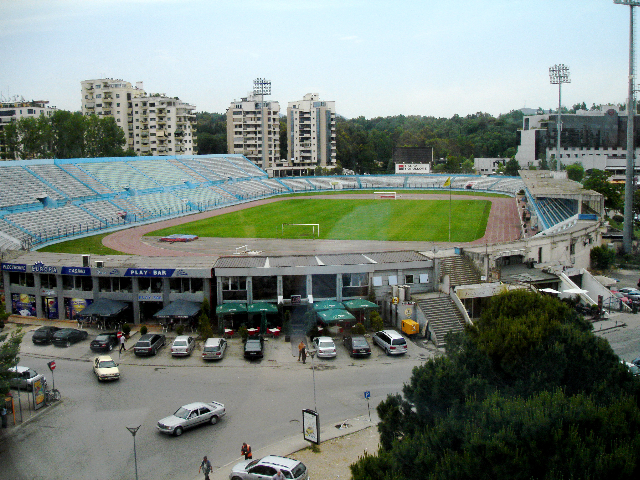
Stadiumi Qemal Stafa (Tirana, Albánie)